# Högre vigningarna
Högre vigningarna är en term inom framför allt romersk-katolsk teologi och den latinska riten varmed avses de högre stegen i prästvigningens sakrament: subdiakon-, diakon- respektive prästvigning. Hit räknas ibland men felaktigt den klerikala tonsuren. Jämte de högre vigningarna finns de lägre vigningarna: vigningen till portvakt, lektor, exorcist respektive akolyt. De högre vigningarna förekommer även i de olika östliga riterna. Till skillnad från subdiakon nyttjas begreppen präst och diakon även i andra kristna samfund och kyrkor (se bland annat protestantism).
Prästvigningen instiftades enligt katolsk och ortodox teologi i samband med mässans instiftelse, under sista nattvarden. Diakonvigningen omnämns å sin sida i Apostlagärningarna. Subdiakonatet har instiftats senare men kan beläggas redan på 300-talet.
Prästvigningens olika steg är strukturerade kring mässliturgins olika liturgiska uppgifter.
År 1972 avskaffade Paulus VI samtliga lägre vigningar jämte subdiakonatet inom den nya romerska riten. Samtliga vigningar lever dock kvar inom de klerikalinstitut och religiösa ordnar som fasthåller vid den klassiska latinska liturgin, däribland den klassiska romerska riten, även kallad tridentinsk rit.